# Cvetka Ahlin

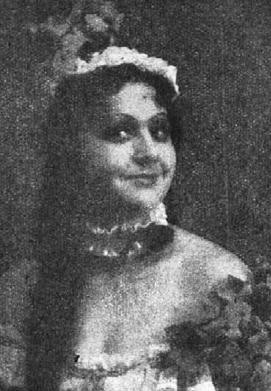
Cvetka Ahlin 1953

Cvetka Ahlin (* 28. November 1927 in Ljubljana, Königreich Jugoslawien; † 30. Juli 1985 in Hamburg) war eine slowenische Opernsängerin (Mezzosopran).

## Leben
Ahlin studierte an der Musikakademie in Ljubljana und war dort Schülerin von Julius Betetto. 1951 legte sie ihr Examen als Musikpädagogin ab. Später führte sie ihre Ausbildung in München fort und gewann 1954 dort den ersten Preis beim Internationalen Gesangswettbewerb der Europäischen Rundfunkanstalten.
Ihre künstlerische Laufbahn begann sie an der Oper des Slowenischen Nationaltheaters in ihrer Heimatstadt Ljubljana. Von 1956 bis 1974 gehörte Ahlin der Hamburger Staatsoper an. Ihre herausragenden Rollen waren Lotte in Massenets Werther und die Amneris in Aida.
1974 erhielt sie einen Lehrauftrag an der Musikhochschule Lübeck.